# (500581) 2012 UW87
(500581) 2012 UW87 es un asteroide perteneciente al cinturón de asteroides descubierto el 30 de septiembre de 2006 por el equipo del Spacewatch desde el Observatorio Nacional de Kitt Peak, Arizona, Estados Unidos.

## Designación y nombre
Designado provisionalmente como 2012 UW87.

## Características orbitales
2012 UW87 está situado a una distancia media del Sol de 3,108 ua, pudiendo alejarse hasta 3,496 ua y acercarse hasta 2,719 ua. Su excentricidad es 0,125 y la inclinación orbital 3,777 grados. Emplea 2001,39 días en completar una órbita alrededor del Sol.

## Características físicas
La magnitud absoluta de 2012 UW87 es 16,9. 